# Giovanni Gabrieli
Giovanni Gabrieli (Velence, 1554. vagy 1557 – Velence, 1612 augusztus 12. ) késő reneszánsz kori barokk olasz zeneszerző. Munkássága jó példa a reneszánszból a barokk stílusba történő átmenetre.

## Élete
Gabrieli valószínűleg Velencében született, de a pontos dátumot nem lehet tudni. 1554-ben vagy 1557-ben látta meg a napvilágot, de az is elképzelhető, hogy a két dátum között valamikor. Az is csak valószínűsíthető, hogy nem sokkal születése előtt költözött családja Carnia városából Velencébe . Zenei tanulmányait valószínűleg mint nagybátya, Andrea Gabrieli tanítványa kezdte meg, majd 1575-ben München városában folytatta, ahol Orlande de Lassus tanította zeneszerzésre. 1579-ben elhagyta a bajor fővárost, és további utazásokat tett Európában, majd 1584-ben visszatért Velencébe.
A következő évben a Szent Márk-székesegyház orgonistája lett, majd 1586-ban meghalt a nagybátya. Giovannit ekkor kinevezték a székesegyház első orgonistájává. Ezt a posztot haláláig betöltötte. Közben sikerült elnyernie Velence második legfontosabb előadói posztját is: a Scuola Grande di San Rocco első orgonistája is ő lett. Pályája gyorsan ívelt felfelé, hamarosan az egész kontinensen ismert zenész lett, egymás után keresték fel a zenét tanulni akaró fiatalok. A legtöbb tanítvány a Német-római Birodalom területéről érkezett hozzá, köztük volt a korszak egyik legnagyobb német mestere, Heinrich Schütz is.
Az 1600-as években a mester egészsége megromlott, utolsó éveiben már munkahelyi kötelezettségeit sem tudta ellátni. 1606-tól kezdve betegeskedése miatt helyetteseket vettek fel posztjaira, 1612-ben hunyt el Velencében. Befolyásos és nagy hírű zeneszerző volt annak ellenére, hogy Velencét nem hagyta el 1584 után.

## Munkássága
Első kompozíciói a Concerti di Andrea, et di Giovanni Gabrieli című kötetben jelentek meg. A gyűjteményben Giovanni Gabrieli Andrea műveit adta ki annak halála után, de az elhunyt nagybácsi 60 hat-tizenhat szólamú alkotása mellé, mintegy függelékként csatolta saját szerzeményeit, öt madrigált és öt motettát. A kötet még a reneszánsz többkórusosság Észak-Itáliai hagyományait ápolja. Nagybátyja műveinek összegyűjtése és kiadása egész életét végigkísérő vállalkozás.
Önálló zenei gyűjteménnyel 1597-ben jelentkezett először. A Sacrae Symphoniae ekkor kiadott változata a szerző egyetlen, csak saját műveit tartalmazó kötete. A darabokat egyházzenei használatra alkotta. Ekkor még Velence zenei életében az egyházzenei műfajok uralkodtak. Gabrieli nagy érdeme, hogy a zenetörténetben első ízben szerepelteti egyenrangúként a hangszeres és a vokális kompozíciókat. A nagyobb motetták szövegei a velencei ünnepek listáját követik. A vokális darabok 6–19 szólamra, gyakran kettős, hármas vagy négyes kórusra íródtak, és a művek egy részében van önálló hangszeres szólam is. Az egyházi darabok még őrzik az ellenpontos szólam vezetés látszatát.
A Sacrae Symphoniae második kiadására 1615-ben, a zeneszerző halála után posztumusz került sor. Ez a kiadás stílus szempontjából nem egységes. Együtt szerepeltek benne Gabrieli régebbi és újabb kompozíciói. Ennek következtében egyes darabok ellenpontos szerkesztésűek, másokban viszont már basso continuót találunk. A kiadás újdonsága a concerto elv megjelenése, amely különbséget tesz a hangszeres és az énekes szólamok között.
Szintén posztumusz jelenik meg a Canzoni et Sonata, amely valamennyi hangszeren való előadásra írt darabot tartalmaznak, basso continuo kísérettel, 13 szólamkönyvben nyomtatva. A kötetet öt szonáta és tizenhat canzone alkotja. A többkórusos művek itt már feladják az ellenpontos szólamvezetés fikcióját. A záró szonáta a korai kamarazene egyik legkorábbi alkotásának tekinthető, ahol már megjelenik a basso continuo kíséret.
Korának szinte minden műfajában alkotott, de legfontosabb darabjai a hangszeres egyházi zene területén születtek. Elméleti munkásságát Praetorius, vokális törekvéseit Monteverdi, Schütz és Hassler, billentyűs zenéjének stílusét Frescobaldi és Sweelinck fejlesztették tovább. Giovanni Gabrieli jelentőségét leginkább e mesterek alkotásai bizonyítják, hiszen valamennyien tanítványai voltak, közvetve vagy közvetlenül.